# Залуж
Залу́ж — ботанічний заказник місцевого значення в Україні. Об'єкт Природно-заповідного фонду Закарпатської області. 
Розташований на території Мукачівського району Закарпатської області, біля південної частини села Ромочевиця. 
Площа 3 га. Статус присвоєно згідно з рішенням 12 сесії 21 скликання обласної ради 31.05.1993 року. Перебуває у віданні ДП «Берегівське ЛГ» (лісництво Нове Село № 1, кв. 1, вид. 2). 
Статус присвоєно для збереження популяції нарцису вузьколистого, занесеного до Червоної книги України.